# Alleine zu zweit
Alleine zu zweit (укр. «разом, але наодинці») — сингл швейцарського гурту Lacrimosa з їх шостого альбому Elodia. Цей сингл, як і альбом, був записаний на лондонській студії Abbey Road Studios, на який записувалась низка всесвітньо відомих альбомів, зокрема The Dark Side of the Moon та Wish You Were Here Pink Floyd та однойменний альбом The Beatles.

## Список композицій
| #  | Назва                           | Автор      | Тривалість |
| -- | ------------------------------- | ---------- | ---------- |
| 1. | «Alleine zu zwei»               | Тіло Вольф | 4:14       |
| 2. | «Alleine zu zwei» (Torris Vita) | Тіло Вольф | 3:08       |
| 3. | «Meine Welt»                    | Тіло Вольф | 4:24       |
| 4. | «Copycat» (Remixed by Samael)   | Тіло Вольф | 4:29       |